# Condado de Hockley
O condado de Hockley é um dos 254 condados do estado norte-americano do Texas. A sede do condado é Levelland, e sua maior cidade é Levelland.
O condado possui uma área de 2 353 km² (dos quais 1 km² estão cobertos por água), uma população de 22 716 habitantes, e uma densidade populacional de 10 hab/km² (segundo o censo nacional de 2000).
O condado foi criado em 1876.